# Hymedesmia veneta
Hymedesmia veneta är en svampdjursart som först beskrevs av Schmidt 1862.  Hymedesmia veneta ingår i släktet Hymedesmia och familjen Hymedesmiidae. Inga underarter finns listade i Catalogue of Life.